# Nevados de Chillán
Nevados de Chillán je název jednoho z nejaktivnějších vulkanických komplexů v centrální části Chile. Jen od začátku 20. století bylo zaznamenáno čtrnáct erupcí, většinou explozivních. Celý komplex je vybudován na třech pleistocenních kalderách a skládá se z několika stratovulkánů. Největší, převážně andezitový stratovulkán je Volcán Nevado (3 212 m), nacházející se na severozápadním okraji. Volcán Chillán, který byl aktivní v 17. až 19. století, spočívá na jihovýchodním konci. V současnosti aktivní lávový komplexní dóm Volcán Nuevo leží mezi oběma zmíněnými stratovulkány.

## Popis

### Oblast
Vulkán se rozkládá zhruba 400 km jižně od hlavního města Chile a 20 km západně od hranic se sousední Argentinou. Pro okolní oblast jsou typické pastviny a řídké osídlení (13 ob./km²). Převládá zde středozemní podnebí, nicméně průměrná teplota činí 6 °C. Jelikož Chile leží na jižní polokouli, nejteplejším měsícem je únor, kdy průměrná teplota dosahuje 16 °C. V červenci je naopak nejchladněji a teplota klesá na −6 °C. Průměrně zde za rok naprší 1 233 mm srážek. Nejdeštivějším měsícem je květen (230 mm) a nejsušším leden (6 mm).

### Tektonika
V Chile se nachází až 500 aktivních sopek (z toho 60 činných za posledních 450 let) a je tektonicky aktivní oblastí světa. Leží totiž na kraji tzv. Pacifického ohnivého kruhu, zlomové linie vícero tektonických desek, obklopující téměř celý Tichý oceán. Na území země se stýkají dvě desky. Oceánská deska Nazca subdukuje pod pevninskou jihoamerickou. Rychlost podsouvání desky Nazca činí 53 mm za rok. Tím zde v zemské kůře dochází k obrovskému napětí, které se uvolňuje tektonickou činností v podobě zemětřesení. Deska dále klesá a ve hloubce zhruba 65–130 km dochází k jejímu tavení, čímž se z ní uvolňují plyny a vodní pára. Touto složkou obohacené magma poté stoupá k povrchu, kde tvoří a pohání řetězce sopek. V důsledku přítomnosti plynů se sopečná činnost často projevuje silnými erupcemi.

### Seznam vulkanických struktur komplexu
- Stratovulkány
  - Cerro Blanco – 3 212 m
  - Democratico
  - Las Tieramas
  - Volcán Viejo – 3 186 m
  - volcán Renegado
- Troskové kužele
  - Cerro Colorado
  - Las Lagunillas
  - Los Cuervos
  - Parador
  - Volcán las Aguilas
  - Volcán Niblinto
  - Volcán Santa Gertrudis
  - Volcán Siemsen
  - Volcán Vidaurre
  - Volcanes del Portezuelo
- Lávové dómy
  - Shangri-la
  - Volcán Arrau
  - Volcán Nuevo – 3 206 m
- Kaldery
  - Cerro Negro
  - Digullin
  - Pirigallo

## Galerie

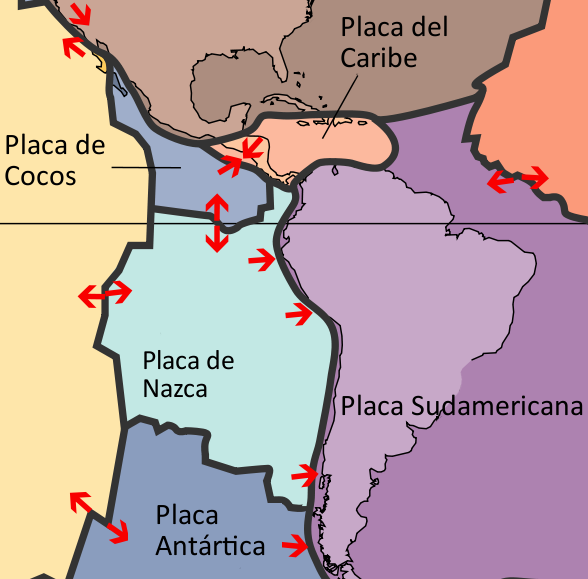
Mapa tektonických desek
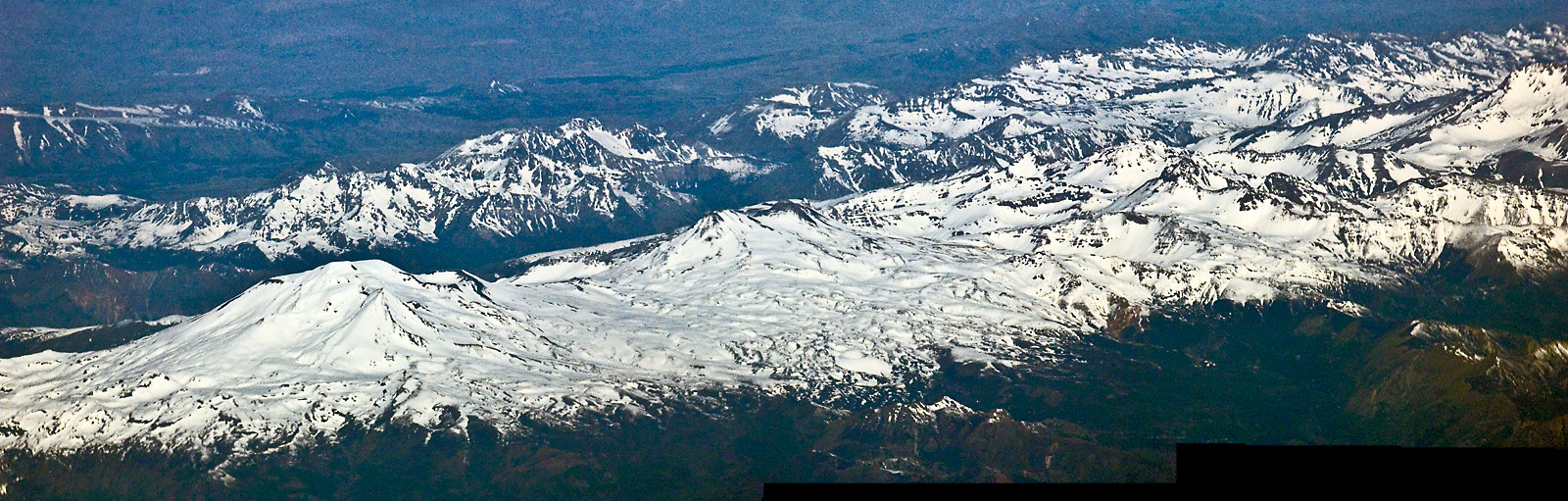
Letecký pohled
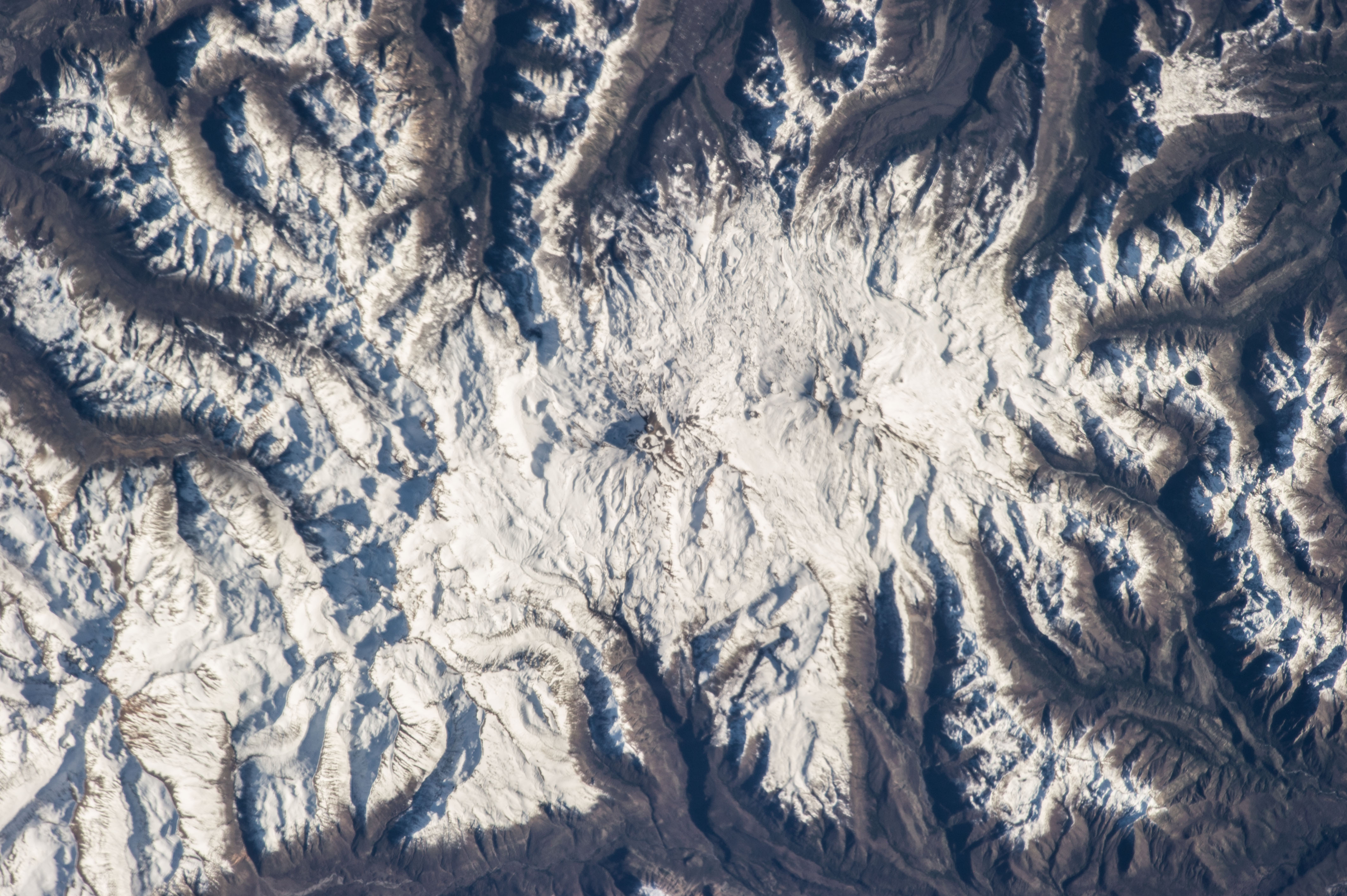
Satelitní snímek
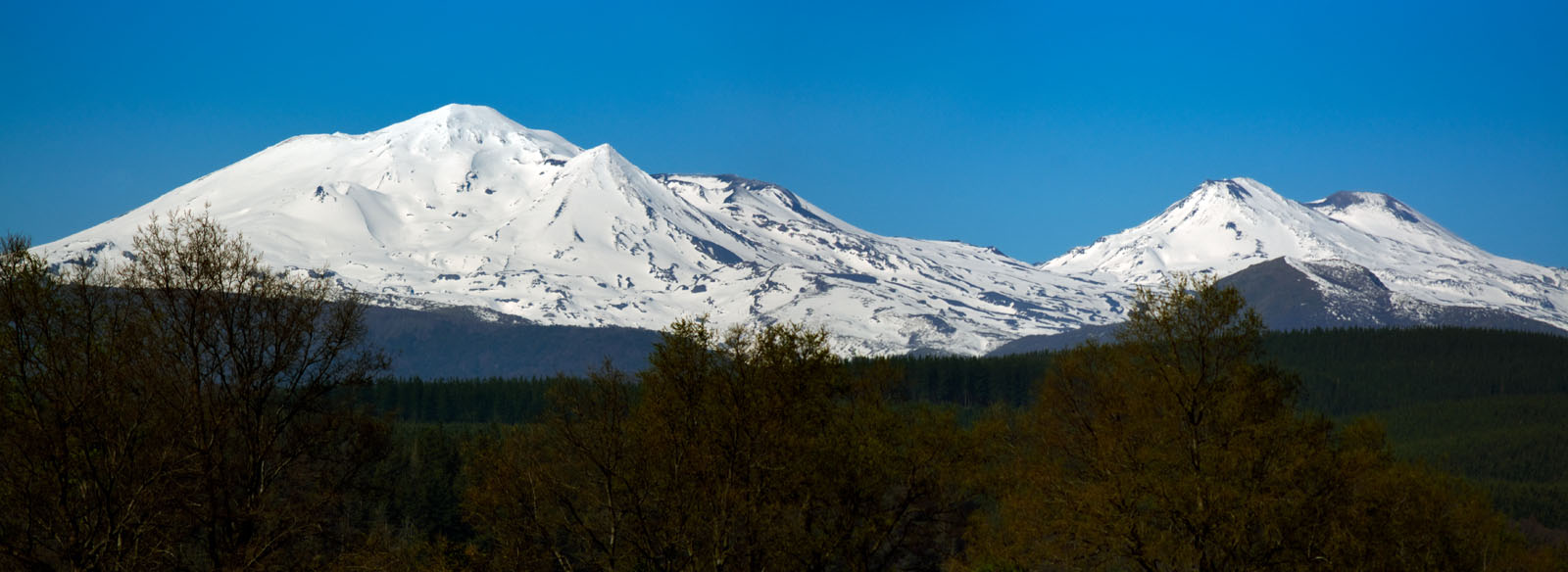
Pohled na sopečný komplex